# جو العبر (مأرب)

تعديل مصدري - تعديل

جو العبر هي إحدى قرى عزلة ال فجيح بمديرية مأرب التابعة لمحافظة مأرب، بلغ تعداد سكانها 218 نسمة حسب تعداد اليمن لعام 2004.